# Claude Imauven
Claude Imauven, né le 6 septembre 1957 à Marseille, est un haut fonctionnaire et chef d'entreprise français.

## Parcours professionnel
Il entre à l'École polytechnique en 1977, puis à l'École des Mines de Paris. Nommé dans le corps des mines, il s'occupe de mines, de carrières et d'énergie au Service des mines, à Marseille (1983-1986).
Il est ensuite nommé à Paris en 1986, adjoint de Robert Pistre, qui était chef du service du Conseil général des mines. De 1988 à 1989, il est conseiller technique au cabinet de Jean-Marie Rausch, ministre du commerce extérieur.
En 1989, il est nommé chef du service des Matières premières et du Sous-sol de la DGEMP,  au ministère de l'industrie.
De 1991 à 1993, il est conseiller auprès du ministre de l'industrie et du commerce extérieur Dominique Strauss-Kahn.

### Parcours à Saint-Gobain (1993-2019)
En 1993, il entre au groupe Saint-Gobain, où il s'occupe d'abord de la politique industrielle, puis des finances et des investissements industriels de la branche vitrage, puis des filiales de l'Espagne, du Portugal et du Maroc (1996-1999), puis de l'activité tuyaux. En 2001, il est nommé PDG de Pont-à-Mousson SA qui venait de changer de nom en Saint-Gobain PAM. Il dirige la branche canalisation du groupe de 2001 à 2004. Il est directeur général adjoint de la Compagnie de Saint-Gobain de 2004 à 2015, tout en dirigeant les branches Canalisation, Isolation et Matériaux de construction qui constitueront le pôle Produits pour la construction.
De 2016 à 2019, il est directeur général exécutif du groupe.

### Parcours à Orano
En 2020, il est nommé président du conseil d'administration d'Orano dont il est membre depuis 2018, en remplacement de Philippe Varin qui prenait la présidence de Suez.
Le 3 octobre 2023, à la suite de la démission de Philippe Knoche du poste de directeur général du groupe, l’État désigne Claude Imauven pour occuper la fonction de directeur général par intérim en plus de celle de président du Conseil d’Administration.

### Autres responsabilités
En parallèle à ses activités principales, il est président de Grand Nancy Initiatives (2001-2004), administrateur de CIC Est (2001-2016) et d'Areva (2015-2017).[réf. souhaitée]
Il préside le conseil d'administration de l'Institut Mines-Télécom de février 2016 à février 2020, fonction où il succède à Jean-Bernard Levy, PDG de EDF.
Depuis 2019, il préside le conseil d'administration d'Artelia dont il était administrateur depuis 2010.
Il est président de la Fondation Mines-Télécom depuis le 23 juin 2020; et de la fondation Georges Besse depuis octobre 2021.

## Distinctions
- Chevalier de l’ordre national du Mérite en 1998 ; Officier en 2015[8] ; Commandeur en 2022.
- Chevalier de la Légion d’honneur en 2006.

## Vie privée
Il est marié et père de deux enfants.